# Veronica rigidula
Veronica rigidula är en grobladsväxtart som beskrevs av Thomas Frederic Cheeseman. Veronica rigidula ingår i släktet veronikor, och familjen grobladsväxter. Utöver nominatformen finns också underarten V. r. sulcata.